# ناو کلاس آلبانی
کروزر کلاس آلبانی (به انگلیسی: Albany-class cruiser) یک کلاس از کشتی است.